# Božićna pšenica
Božićna pšenica je ukras za božićne blagdane; prirodno zelenilo, koje služi za uljepšavanje blagdanskoga stola te ima simboličko značenje.
U male teglice ispunjene zemljom ili na neki drugi način npr. korištenjem vate, sije se pšenica na spomendan sv. Barbare (4. prosinca) ili sv. Lucije (13. prosinca).
Božićna pšenica je simbol plodnosti, novog života i njegove obnove. Samim svojim izgledom daje zelenilo i nadu usred zime i snijega, a služi i kao blagoslov ljetine istodobno ukrašavajući domove. Isti običaj postoji u Italiji i Portugalu te nije toliko raširen. 
Pšenica raste do Božića kad se uredi. Često se ukrasi hrvatskim bojama - crveno-bijelo-plavom trobojnicom, a katkad se unutar nje stavlja jabuka ili pak svijeća. Što je pšenica gušća i zelenija, to se vjeruje, da će biti bolja ljetina naredne godine. Poslije božićnih blagdana pšenicu se nekada davalo pticama da se taj sveti dio Božića ne bi uništio.